# Iliotona dorcoides
Iliotona dorcoides är en skalbaggsart som först beskrevs av Lewis 1888.  Iliotona dorcoides ingår i släktet Iliotona och familjen stumpbaggar. Inga underarter finns listade i Catalogue of Life.